# Тригерос
Тригерос (ісп. Trigueros) — муніципалітет в Іспанії, у складі автономної спільноти Андалусія, у провінції Уельва. Населення — 7729 осіб (2010).
Муніципалітет розташований на відстані близько 430 км на південний захід від Мадрида, 17 км на північний схід від Уельви.

## Демографія
Динаміка населення (INE ):